# Bodo Kox
Bodo Kox, ps. Oskar Boszko, ur. jako Bartosz Koszała 22 kwietnia 1977 we Wrocławiu – polski reżyser, scenarzysta, aktor, dziennikarz z wykształcenia. Jeden z głównych twórców polskiego filmowego offu, do kina głównego nurtu wniósł oddech, poczucie humoru i wyobraźnię, daleko wykraczającą poza ramy gatunków.

## Życiorys

### Edukacja
W latach 1994-1997 uczył się w szkole zawodowej – Technikum Elektrycznym we Wrocławiu w Zespole Szkół Elektronicznych im. Jana Henryka Dąbrowskiego przy ul. Piłsudskiego (od 2002 Technikum nr 7 im. Polskich Zwycięzców Enigmy w Zespół Szkół Teleinformatycznych i Elektronicznych), na kierunku Sprzedawca.
Egzamin dojrzałości zdał w 1998 roku Liceum Handlowym dla Dorosłych we Wrocławiu przy ul. Drobnera (budynek zamieniony obecnie na apartamentowiec). To właśnie w liceum, jeszcze przed maturą, zaczął przejawiać inklinacje artystyczne – pisał wiersze, występował w zespole muzycznym, realizował happeningi i performances.
Studiował dziennikarstwo na Wydziale Filologicznym Uniwersytetu Wrocławskiego, dyplom uzyskał w 2002. W latach 2010-2012 studiował na Wydziale Reżyserii w PWSFTviT im. L. Schillera w Łodzi, w latach 2010-2011 w Mistrzowskiej Szkole Reżyserii Filmowej Andrzeja Wajdy.

## Twórczość
Przez pięć lat był frontmanem w zespole Evviva L’Arte, pisał też teksty piosenek. Po ukończeniu studiów dziennikarskich prowadził we wrocławskim oddziale TVP program o kulturze, w latach 2002-2004 był asystentem reżysera przy czterech edycjach Baru, reality show telewizji Polsat.

### Filmy niezależne
Pierwszym jego filmem była offowa, 28-minutowa fabuła Crime, sorry, zrealizowana wspólnie z Jackiem Chamotem w 2003 roku. Po tej produkcji doszedł do wniosku, że kino jest sposobem na połączenie jego dotychczasowych zainteresowań: poezji, malarstwa, muzyki. 
Podczas realizacji Crime, sorry poznał braci Dominika i Piotra Matwiejczyków, wrocławskich niezależnych reżyserów, scenarzystów i producentów. Znajomość z nimi zaowocowała kilkuletnią współpracą, zagrał w ich filmach: Bolączka sobotniej nocy, Krew z nosa, Ugór, Homo Father, Emilia. Za rolę Pabla, głównego bohatera Krwi z nosa otrzymał nagrodę OFFSKAR 2005. Rola w Ugorze przyniosła mu nominację do OFFSKARA 2006 i specjalne wyróżnienie jury Konkursu Kina Niezależnego na XXX FPFF w Gdyni – to ostatnie również za rolę w innym filmie Piotra Matwiejczyka, Homo Father.
Kontynuując współpracę z braćmi Matwiejczykami, realizował również swoje autorskie filmy. W latach 2004-2008 napisał scenariusze i wyreżyserował sześć filmów niezależnych. 
Najbardziej znane filmy z tego okresu to Marco P. i złodzieje rowerów (2005) i Nie panikuj! (2007). Dzięki sukcesowi etiudy Marco P. i złodzieje rowerów, najobficiej nagradzanej na niezależnych festiwalach, mógł zrezygnować z pracy w telewizji i poświęcić się całkowicie tworzeniu filmów. Nie panikuj! – pełnometrażowa komedia o życiowych nieudacznikach, równie mocno dostrzeżona i nagradzana, była zarazem ostatnim offową produkcją Koxa. 
W 2010 roku przyjęty został na IV rok na Wydział Reżyserii w PWSFTviT im. L. Schillera w Łodzi. Następnie otrzymał stypendium w Mistrzowskiej Szkole Reżyserii Filmowej Andrzeja Wajdy. 
"Nie miałem pieniędzy na realizację offowych filmów, przestałem się rozwijać i stwierdziłem, że potrzebuję jakiegoś bodźca. Dowiedziałem się, że można zdawać do szkoły filmowej w Łodzi na studia magisterskie na podstawie dorobku artystycznego. (...) A kiedy już podjąłem decyzję, dosłownie trzy dni później zadzwonił do mnie Maciej Sobieszczański z Wajda School z zaproszeniem do tej szkoły. W jednym roku trafiłem więc do dwóch szkół filmowych" – mówił w wywiadzie dla Onet.pl.

### Filmy głównego nurtu
W 2006 roku Bodo Kox napisał scenariusz filmu fabularnego Dziewczyna z szafy, który podczas studiów w Łodzi pokazał Robertowi Glińskiemu. Film został zrealizowany w 2012 roku jako profesjonalny debiut filmowy w Wytwórni Filmów Fabularnych. 
Dziewczynę z szafy bardzo dobrze przyjęto. Pisano o filmie jako o „najlepszym polskim debiucie ostatnich lat (Bartosz Staszczyszyn, Culture.pl), „odkryciu” i „świeżym języku polskiego kina” (Barbara Hollender, Rzeczpospolita), czy wręcz o debiucie „zbyt perfekcyjnym” (Łukasz Maciejewski, Dziennik.pl). To opowieść o dwóch braciach – jeden z nich (Piotr Głowacki) opiekuje się drugim, autystycznym (Wojciech Mecwaldowski), i prosi o pomoc ekscentryczną sąsiadkę, tytułową „dziewczynę z szafy”, prowadzącą badania nad światami równoległymi (Magdalena Różańska). Wątki science fiction, które pojawiają się w filmie, sygnalizują obszar późniejszych zainteresowań twórcy. Film przyniósł autorowi kilkanaście polskich i międzynarodowych nagród i wyróżnień.
Jego studenckimi etiudami, zrealizowanymi w latach 2011-2013, są:
- Księżycowa rzeka – krótki metraż zrealizowany w ramach projektu Filmoteka Szkolna, z udziałem Marii Seweryn i Wojciecha Mecwaldowskiego. Film w 2011 roku brał udział w Konkursie Młodego Kina na Festiwalu Filmowym w Gdyni i Konkursie Polskich Filmów Krótkometrażowych na festiwalu Nowe Horyzonty we Wrocławiu.
- Rura – alternatywna wersja losów jednego z powstańców z filmu Andrzeja Wajdy Kanał, w 2012 brała udział w Konkursie Młodego Kina na Festiwalu Filmowym w Gdyni. W roli głównej wystąpił Mateusz Damięcki.
- Opera z mydła – skomplikowana historia trójkąta miłosnego, również prezentowano w konkursach w Gdyni i Wrocławiu. W filmie główne role zagrali Justyna Wasilewska, Orina Krajewska i Modest Ruciński.

W 2013 roku pod pseudonimem Oskar Boszko reżyserował w Akson Studio serial 2XL według scenariusza Radosława Figury, Anity Nawrockiej i Pawła Trześniowskiego. W 2015 roku zadebiutował jako reżyser teatru telewizji Amazonią Michała Walczaka, komediową opowieścią o realiach polskiego showbiznesu. W głównych rolach dwojga młodych aktorów bez angażu, rozdartych między „być” a „mieć”, wystąpili Aleksandra Domańska i Jakub Gierszał, obok nich Marcin Dorociński, Adam Woronowicz, Klara Bielawka i Lesław Żurek.
Drugim jego pełnometrażowym filmem fabularnym był Człowiek z magicznym pudełkiem (2017) – love story rozpięta między dystopijną przyszłością a stalinowską przeszłością. Za scenariusz tego filmu otrzymał w 2015 roku – jako trzeci Polak w historii nagrody – wyróżnienie w międzynarodowym konkursie ScripTeast. 
Film oceniano niejednoznacznie. Niektórych recenzentów zachwycił – „Kox ma odwagę śnić zamaszyście i intensywnie – tak jakby ograniczenia krajowego podwórka w ogóle go nie dotyczyły” (Michał Oleszczyk, Filmweb), „to hołd złożony kinu noir”, „czysta przyjemność” (Janusz Wróblewski, Polityka) – inni krytykowali brak konsekwencji i dramaturgii (Bartosz Staszczyszyn, Culture.pl) lub dłużyzny i scenariuszowe kalki (Grzegorz Kłos, WP film). 
Człowiek z magicznym pudełkiem odniósł sukcesy na międzynarodowych festiwalach. Dostał nagrodę Złotego Asteroida na Międzynarodowym Festiwalu Filmów Fantastycznych w Trieście (2017) oraz Green Seahorse na Suspense Film Festival w Kołobrzegu (2018). Obraz otrzymał także nagrody i nominacje (Orły) za muzykę Sandra di Stefano, scenografia Wojciecha Żogały nominowana była do Orłów, a scenografia cyfrowa Studia Orka została nagrodzona na Festiwalu Filmowym Bluebox w Olsztynie.
W 2019 roku wyreżyserował dla TVP serial wojenny Ludzie i bogowie według scenariusza Krzysztofa Węglarza i Wenantego Nosula, emitowany na antenie telewizyjnej Jedynki w 2020 roku. 13-odcinkowy serial opowiada o żołnierzach oddziału likwidacyjnego kontrwywiadu AK. Głównymi bohaterami są dwaj przyjaciele, Leszek Zaremba, ps. „Onyks” (Dawid Dziarkowski) i Tadeusz Korzeniewski, ps. „Dager” (Jacek Knap). Ich moralna ocena wykonywanych zadań różni się radykalnie.
Serial pokazuje i tę drugą stronę patriotycznej służby ojczyźnie i rodzinie, która niesie różne przeciążenia psychiczne – mówił reżyser w wywiadzie dla Gazety Wyborczej.
W roku 2020 zrealizował w Teatrze Telewizji TVP spektakl Trójkąt bermudzki Marka Kochana, z udziałem Anny Kaczmarczyk oraz Cezarego i Radosława Pazurów w rolach rozbitków na bezludnej wyspie. Chwalono lekkość inscenizacji i komiksową scenografię (Wojciech Żogała), a tekst sztuki, pełnej aluzji do polskiego życia publicznego, krytycy z obu stron politycznej barykady uznali za dość uproszczony.

### Literatura
W czasie pandemii (2020-2022) napisał do szuflady kilka scenariuszy i książkę Memorabilium, której wydanie planuje na jesieni 2023 roku. To groteska science-fiction, będąca kontynuacją wątków, przywołanych w Człowieku z magicznym pudełkiem. 

### Happeningi
Osobnym wątkiem w jego twórczości jest jego działalność performerska i happeningowa, którą prócz brawury konceptualnej charakteryzował równie śmiały i niezależny komentarz do bieżących wydarzeń politycznych. Z Franzem Chlorem, kolegą z zespołu Evviva L’arte, przed wyborami parlamentarnymi 2001 roku rozwiesili we Wrocławiu imitacje plakatów wyborczych ze swoimi zdjęciami, opatrzone epitetami skorumpowany, nieuczciwy itp.
W roku 2004, gdy po rozstrzygniętym korzystnie referendum Polska przystąpiła do Unii Europejskiej, Kox z Filipem Zawadą nakręcił filmową etiudę Fesselballon. Wystąpił w nim nago, z przywiązanym do penisa balonikiem z symbolem UE. 
W 2006 roku, kiedy Teatr Muzyczny Capitol we Wrocławiu przejął organizację Przeglądu Piosenki Aktorskiej i wprowadził do programu festiwalu Nurt Off, Bodo Kox zrealizował w ramach tego nurtu antywojenny happening. Wystawił na wrocławskim Rynku kilkanaście trumien okrytych polskimi, amerykańskimi i brytyjskimi flagami. Trumny układały się w napis COOL. Happening ten zarejestrowano i można go oglądać w materiałach dodatkowych na DVD z filmem Marco P. i złodzieje rowerów.

## Filmografia

### Jako reżyser

##### Film
- 2003, Crime, sorry (wspólnie z Jackiem Chamotem)
- 2004, Fesselballon (wspólnie z Franzem Chlorem)
- 2004, Silverman
- 2005, Marco P. i złodzieje rowerów
- 2005, Tylko człowiek
- 2005, Jeżeli on cię nie zagryzie, to ja cię zastrzelę… (wspólnie z Filipem Zawadą)
- 2006, Sobowtór
- 2007, Nie panikuj!
- 2008, Chłopak z Wadowic. Życie i twórczość Oskara Boszko
- 2011, Księżycowa rzeka
- 2011, Rura
- 2012, Dziewczyna z szafy
- 2013, Opera z mydła
- 2013, 2XL (13 odcinków)
- 2017, Człowiek z magicznym pudełkiem
- 2020, Ludzie i bogowie

##### Teatr
- 2006, Pozytywka – Teatr Muzyczny Capitol (premiera na XXIX Przeglądzie Piosenki Aktorskiej)

##### Teatr telewizji
- 2015, Michał Walczak, Amazonia – TVP
- 2020, Marek Kochan, Trójkąt bermudzki – TVP

### Jako scenarzysta

##### Film
- 2003, Crime, sorry (wspólnie z Jackiem Chamotem)
- 2004, Fesselballon
- 2004, Silverman
- 2005, Marco P. i złodzieje rowerów
- 2005, Tylko człowiek
- 2006, Sobowtór
- 2007, Nie panikuj!
- 2008, Chłopak z Wadowic. Życie i twórczość Oskara Boszko
- 2011, Księżycowa rzeka
- 2011, Rura
- 2012, Dziewczyna z szafy
- 2013, Opera z mydła
- 2017, Człowiek z magicznym pudełkiem
- 2020, Ludzie i bogowie

##### Teatr
- 2006, Pozytywka – Teatr Muzyczny Capitol (premiera na XXIX Przeglądzie Piosenki Aktorskiej)

### Aktor
- 2003, Bolączka sobotniej nocy, reż. Dominik Matwiejczyk
- 2004, Fesselballon, reż. Bodo Kox
- 2004, Krew z nosa, reż. Dominik Matwiejczyk – jako Pablo
- 2005, Marco P. i złodzieje rowerów, reż. Bodo Kox – jako Dziwny
- 2005, Ugór, reż. Dominik Matwiejczyk
- 2005, Homo Father, reż. Piotr Matwiejczyk – jako Gabriel
- 2005, Krótka histeria czasu – jako Uczestnik imprezy
- 2005, Emilia, reż. Piotr Matwiejczyk
- 2006, Sobowtór, reż. Bodo Kox – jako Oskar Boszko
- 2006, Autor wychodzi – jako Bodo, współlokator Wojtka
- 2007, Nie panikuj!, reż. Bodo Kox – jako Operator
- 2007, Pitbull (odc. 10), reż. Patryk Vega – jako Marek Mużyło
- 2008, Zabójcze nagranie – jako Kefir
- 2009, Wojna polsko-ruska, reż. Xawery Żuławski
- 2012, Niebo, Policjant

## Nagrody i wyróżnienia
- 2004, Toruń – II Toruński Offowy Festiwal Filmowy Toffi – nagroda dla najlepszego aktora za rolę w filmie Krew z nosa
- 2005, Warszawa – IV Międzynarodowe Forum Filmów Niezależnych Oskariada – Grand Prix za film Marco P. i złodzieje rowerów
- 2005, Poznań – MFF Off Cinema –wyróżnienie honorowe dla reżysera i aktora
- 2005, Gliwice – II Gliwicki Festiwal Filmowy GOFFR – I miejsce w kategorii Fabuła za film Marco P. i złodzieje rowerów
- 2005, Jelenia Góra – IX Międzynarodowy Festiwal Niezależnych Filmów Wideo ZOOM Zbliżenia – II nagroda za film Marco P. i złodzieje rowerów
- 2005, Gdynia – XXX Festiwal Polskich Filmów Fabularnych, Konkurs Kina Niezależnego – wyróżnienie specjalne za role w filmach Ugór i Homo Father
- 2005, Jelenia Góra – III Festiwal Filmów Komediowych i Niezależnych BAREJAda – Nagroda Publiczności za film Marco P. i złodzieje rowerów
- 2005, Wrocław – I Międzynarodowy Festiwal Filmowy Young Film Festival – Nagroda Publiczności za film Marco P. i złodzieje rowerów
- 2005, Warszawa – OFFSKAR Offowej Akademii Filmowej, nagroda w kategorii najlepszy aktor za rolę w filmie Krew z nosa
- 2006, Wrocław – KAN, Festiwal Kina Amatorskiego i Niezależnego – nagroda specjalna jury za całokształt twórczości
- 2007, Łódź – II Festiwal Kina Niezależnego OFF jak gorąco – Nagroda Główna dla Najlepszego Filmu Niezależnego dla Nie panikuj!
- 2007, Jelenia Góra – V Festiwal Filmów Komediowych i Niezależnych BAREJAda – Grand Prix i Nagroda Publiczności dla filmu Nie panikuj!
- 2007, Gdynia – XXXII Festiwal Polskich Filmów Fabularnych, Konkurs Kina Niezależnego – Nagroda Specjalna Jury za film Nie panikuj!
- 2008, Koszalin – XXVII Koszaliński Festiwal Debiutów Filmowych Młodzi i Film – wyróżnienie i Nagroda Publiczności dla Nie panikuj!
- 2008, Wrocław – XXIX Przegląd Piosenki Aktorskiej, Nurt Off – wyróżnienie za spektakl Pozytywka (wspólnie z Agnieszką Bogdan)
- 2012, Koszalin – XXXI Festiwal Debiutów Młodzi i Film – Nagroda Jury Młodzieżowego i Nagroda Dziennikarzy dla filmu Dziewczyna z szafy
- 2012, Warszawa – Nagroda Perspektywa im. Janusza Morgensterna za film Dziewczyna z szafy
- 2013, Września – XX OFSF Prowincjonalia – Główna Nagroda Publiczności i Nagroda Dziennikarzy dla filmu Dziewczyna z szafy
- 2013, Wrocław – Nagroda WARTO w kategorii film za debiut fabularny Dziewczyna z szafy
- 2013, Tarnów – Tarnowska Nagroda Filmowa – Nagroda Jury Młodzieżowego dla filmu Dziewczyna z szafy
- 2013, Łagów – XLII Lubuskie Lato Filmowe – Nagroda Organizatorów im. Juliusza Burskiego dla filmu Dziewczyna z szafy
- 2013, Koszalin – X Europejski Festiwal Filmowy Integracja Ty i Ja – Nagroda Główna Motyl oraz wyróżnienie publiczności dla filmu Dziewczyna z szafy
- 2013, Toruń –Tofifest – Grand Prix – Złoty Anioł za film Dziewczyna z szafy
- 2013, Cottbus - XXIII Film Festival Cottbus – nagroda dla najlepszego debiutu dla filmu Dziewczyna z szafy
- 2013, Bydgoszcz – Międzynarodowy Festiwal Sztuki Autorów Zdjęć Filmowych CAMERIMAGE, Konkurs Filmu Polskiego – Nagroda dla najlepszego filmu polskiego Dziewczyna z szafy
- 2013, Chicago (USA) XXV Festiwal Filmu Polskiego – Nagroda Odkrywcze Oko dla filmu Dziewczyna z szafy
- 2013, Arras (Francja) – XIV Międzynarodowy Festiwal Filmowy – Srebrny Atlas oraz Nagroda Jury Młodzieżowego dla filmu Dziewczyna z szafy
- 2014, Turek – Przegląd Studenckich Etiud Filmowych Klaps – Nagroda Publiczności dla filmu Opera z mydła
- 2014, Warszawa – Polska Nagroda Filmowa Orzeł w kategorii odkrycie roku - za reżyserię filmu Dziewczyna z szafy
- 2014, Węgry – XXIV Międzynarodowy Festiwal Muzyki i Filmu Mediawave – nagroda dla najlepszego filmu fabularnego Dziewczyna z szafy
- 2014, Rzeszów – XII Festiwal Multimedia Happy End – Nagroda Specjalna Złota Ryba za uparte dążenie do celu
- 2014, Rzym – Rome Independent Film Festival – Nagroda dla najlepszego zagranicznego filmu pełnometrażowego Dziewczyna z szafy
- 2015, Cannes – wyróżnienie w konkursie ScripTeast im. Krzysztofa Kieślowskiego za scenariusz Człowieka z magicznym pudełkiem
- 2017, Triest – Międzynarodowy Festiwal Filmów Fantastycznych – nagroda Złoty Asteroid dla Człowieka z magicznym pudełkiem
- 2018, Kołobrzeg – Suspense Film Festival – nagroda Green Seahorse w konkursie Eye on Films dla Człowieka z magicznym pudełkiem

## Zmiana nazwiska
10 stycznia 2006 decyzją Kierownika Urzędu Stanu Cywilnego we Wrocławiu zmienił oficjalnie imię i nazwisko na Bodo Kox.

## Kontrowersje
W 2018 roku Bodo Kox umieścił na swoim profilu na Facebooku ogłoszenie o poszukiwaniu asystentki. Część internautów skrytykowała ogłoszenie jako „seksistowskie i nieprofesjonalne”, część sądziła, że to rodzaj prowokacji, wynikający ze szczególnego poczucia humoru autora. Pojawiły się też sugestie, że mógł to być rodzaj kampanii promocyjnej przed premierą drugiego filmu, Człowieka z magicznym pudełkiem.